# 心凍らせて
『心凍らせて』（こころこおらせて）は、日本の歌手である高山厳の13枚目のシングル。1992年8月26日に、ポリスターから発売された。

## 概要
読売テレビ制作・日本テレビ系朝の連続ドラマ『珠玉の女』主題歌。
オリコンでの推定累積売上数記録は75.8万枚で、これは平成にリリースされた演歌・歌謡部門にランクインしたシングルでは秋川雅史の「千の風になって」・大泉逸郎の「孫」・藤あや子の「こころ酒」に次ぐ4番目のセールス記録である。累計売上は100万枚以上であった。
1993年に行われた『第44回NHK紅白歌合戦』に初出場し、同曲を披露した。
カップリングの「握りこぶしのブルース」の歌詞には"夢と暮らしのゴッタ煮で"と言う一節があるが、武田鉄矢「くそったれの涙」の一節でもある。二曲の作詞は共に大津あきらが手掛けている為、決して盗作した訳ではない。

## 収録曲

### 8cmCD
| 全作曲: 浜圭介。 |                                                |              |            |          |      |
| #                | タイトル                                       | 作詞         | 作曲・編曲 | 編曲     | 時間 |
| 1.               | 「心凍らせて」                                 | 荒木とよひさ | 浜圭介     | 今泉敏郎 | 4:13 |
| 2.               | 「握りこぶしのブルース」                       | 大津あきら   | 浜圭介     | 芳野藤丸 | 4:12 |
| 3.               | 「心凍らせて」(オリジナル・カラオケ)           |              | 浜圭介     |          | 4:12 |
| 4.               | 「握りこぶしのブルース」(オリジナル・カラオケ) |              | 浜圭介     |          | 4:12 |
| 合計時間:        | 合計時間:                                      | 合計時間:    | 合計時間:  | 16:49    |      |

### カセットテープ
| 全作曲: 浜圭介。 |                          |              |            |          |      |
| #                | タイトル                 | 作詞         | 作曲・編曲 | 編曲     | 時間 |
| 1.               | 「心凍らせて」           | 荒木とよひさ | 浜圭介     | 今泉敏郎 | 4:13 |
| 2.               | 「握りこぶしのブルース」 | 大津あきら   | 浜圭介     | 芳野藤丸 | 4:12 |
| 合計時間:        | 合計時間:                | 合計時間:    | 合計時間:  | 8:25     |      |

| 全作曲: 浜圭介。 |                                                |      |            |      |
| #                | タイトル                                       | 作詞 | 作曲・編曲 | 時間 |
| 1.               | 「心凍らせて」(オリジナル・カラオケ)           |      | 浜圭介     | 4:12 |
| 2.               | 「握りこぶしのブルース」(オリジナル・カラオケ) |      | 浜圭介     | 4:12 |
| 合計時間:        | 合計時間:                                      | 8:24 |            |      |

## 収録アルバム

### 心凍らせて
- オリジナル『心凍らせて』（1993年6月25日）
- オムニバス『ニューアダルトミュージック ベストコレクション』（1993年8月25日）
- オムニバス『MY LIFE 浜圭介・音楽生活30周年記念作品集』（1995年2月25日）
- オムニバス『決定版!全日本有線放送大賞ベスト』（1995年11月25日）
- オムニバス『ニュー・アダルト・ミュージック・ベスト』（1995年11月25日）
- ベスト『ベスト～心凍らせて・夜明けの伝言』（1995年11月25日）
- オムニバス『ニューアダルトミュージック・スーパーベスト』（1996年7月25日）
- ベスト『ベストセレクション』（1996年9月26日）
- 桂銀淑『桂銀淑&高山厳』（1997年2月5日）
- ベスト『高山厳&桂銀淑』（1997年2月5日）
- ベスト『ベスト'97 -虹色橋-』（1997年9月26日）
- オムニバス『流行歌大全'98』（1997年11月24日）
- オムニバス『有線ベストヒット』（1998年12月2日）
- オムニバス『ニュー・ミュージック&歌謡曲ベスト・ヒット』（1998年12月16日）
- ベスト『スーパーベスト』（2000年11月1日）
- オムニバス『走れ!歌謡曲 プラチナ編』（2002年6月19日）
- ベスト『ふりむけば秋』（2002年11月27日）
※弾き語りバージョン
- オムニバス『青春歌年鑑 演歌歌謡編 1990年代ベスト』（2004年11月3日）

### 握りこぶしのブルース
- オリジナル『心凍らせて』（1993年6月25日）
- オムニバス『ニューアダルトミュージック ベストコレクション』（1993年8月25日）